# Весёлый (Алтайский край)
Весёлый — упразднённый посёлок в Баевском районе Алтайского края России. На момент упразднения входил в состав Нижнечуманского сельсовета. Исключён из учётных данных в 1986 году.

## География
Посёлок находится в северо-западной части Алтайского края, в лесостепной приобской зоне, на правом берегу реки Кулунда, на расстоянии примерно 2 километров (по прямой) к западу от села Покровка. Средняя температура января −18,7 °C, июля — +19,4 °C. Годовое количество осадков — 330 мм.

## История
Посёлок Весёлый был основан в 1922 году. В 1928 году посёлок Преображенский состоял из 71 хозяйства. В административном отношении входил в состав Покровского сельсовета Баевского района Каменского округа Сибирского края.

## Население
В 1926 году в поселке проживало 313 человек (149 мужчин и 164 женщины), основное население — русские